# Soufli
Soufli  este un oraș în Grecia în Prefectura Evros.